# Svanemøllehavnen
Svanemøllehavnen er en lystbådehavn ved Svanemøllebugten. Den er en del af Københavns Nordhavn og grænser mod nord op til Svanemøllestrand og mod syd til Kalkbrænderihavnen.
Svanemøllehavnen er Danmarks største lystbådehavn med plads til 1.170 både.
Lystbådehavnen blev indviet i 1938. Den er ejet By & Havn og forpagtes af driftsselskabet Svanemøllehavnen A/S, der ejes af havnens tre store sejlklubber, Sejlklubben Sundet, Kjøbenhavns Amatør-Sejlklub og Øresunds Sejlklub Frem. Havnen er tillige hjemsted for fire roklubber, Danske Studenters Roklub, Gefion Roklub, Roklubben Skjold, Roforeningen Kvik.